# Yannick Martinez
Pour les articles homonymes, voir Martinez.
Yannick Martinez est un coureur cycliste français né le 4 mai 1988, à Fourchambault dans la Nièvre. Il est professionnel de 2012 à 2018. Son père Mariano, son oncle Martin, son frère Miguel et son neveu Lenny ont également une carrière dans le sport cycliste.

## Biographie

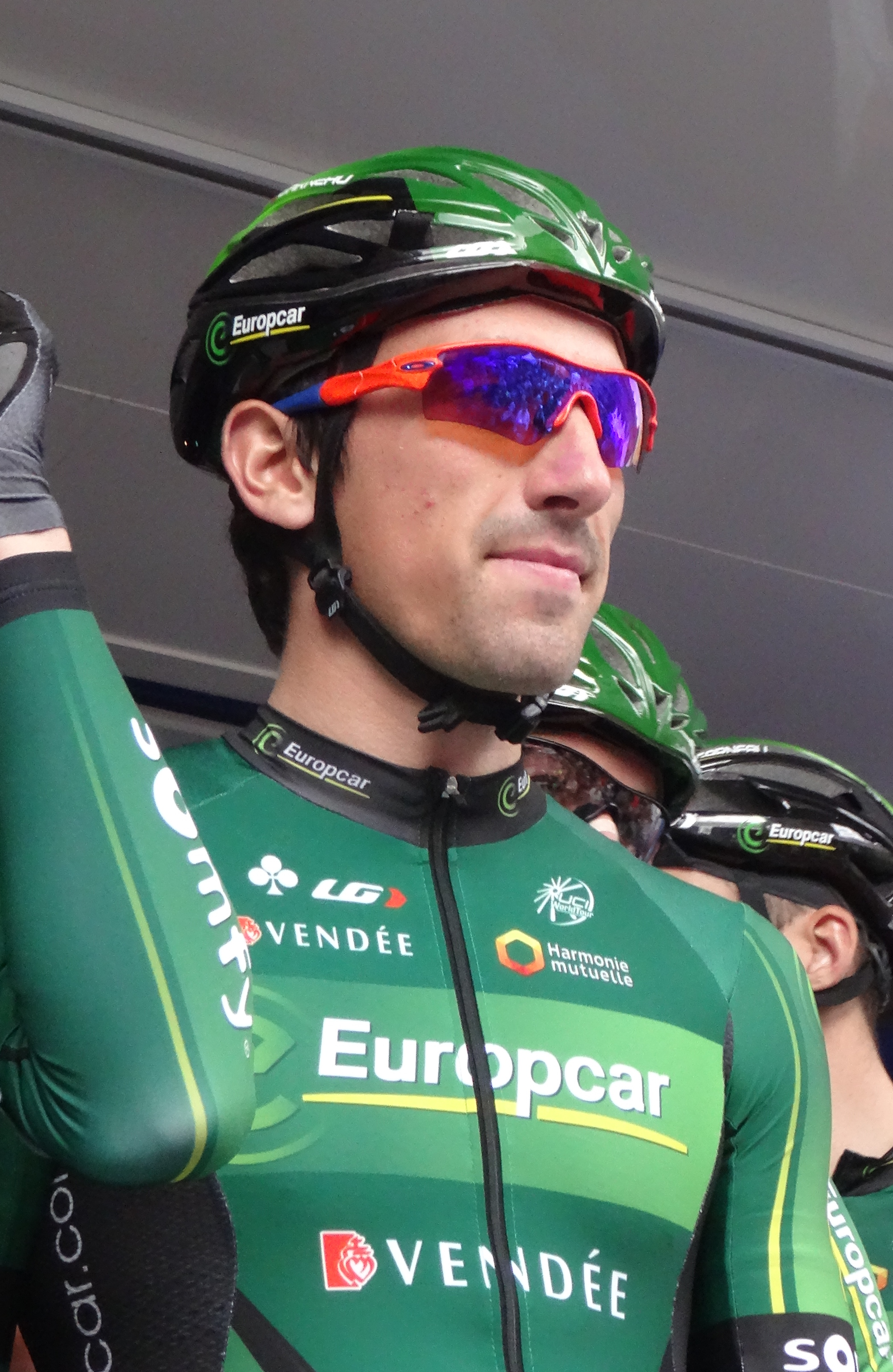
Yannick Martinez sous les couleurs d'Europcar lors des Quatre Jours de Dunkerque 2014.

Yannick Martinez est membre de l'équipe professionnelle La Pomme Marseille en 2012 et 2013. Il gagne en 2013 la dernière étape des Quatre Jours de Dunkerque et la 1re étape de la Route du Sud. Il est également deuxième des Boucles de l'Aulne et troisième de la London Ride Classic. En fin de saison, il est pressenti pour rejoindre le projet d'équipe cycliste orchestré par le pilote de Formule 1 Fernando Alonso, projet qui ne voit finalement pas le jour. Il s’engage alors avec la formation Europcar.
En 2014, il dispute le Tour d'Espagne, son premier grand tour et se classe troisième du Grand Prix de la Somme.
Fin 2015, après une année sans résultats probants, il fait le choix de quitter la formation Europcar et signe un contrat de deux ans avec l'équipe Delko-Marseille Provence-KTM.
En juillet 2017, il est présélectionné par Cyrille Guimard pour participer aux championnats d'Europe de cyclisme sur route.

## Palmarès sur route et classements mondiaux

### Palmarès par année
- 2003
  - 3e du championnat de France sur route cadets
- 2008
  - Nocturne de Mâcon
  - Nocturne de Moulins
- 2009
  - Val d'Ille U Classic 35
  - 2e du Tour Nivernais Morvan
  - 3e du Tour de Dordogne
  - 5e du championnat d'Europe sur route espoirs
- 2010
  - Challenge du Boischaut-Marche
  - Prix des Vins Nouveaux
  - 2e du Circuit des Deux Ponts
  - 2e du Grand Prix des Foires d'Orval
- 2011
  - Challenge du Boischaut-Marche
  - Grand Prix de Saint-Etienne Loire
  - Transversale des As de l'Ain
  - Tour du Charolais
  - Triptyque de la Vallée de l'Ance :
    - Classement général
    - 1re et 2e étapes

  - 3e étape de la Classic Jean-Patrick Dubuisson
  - 6e étape du Tour Nivernais Morvan
  - Bourg-Arbent-Bourg
  - Grand Prix des Hauts-de-France
  - 1re étape du Circuit de Saône-et-Loire
  - Nocturne de Corbigny
  - 3e et 5e étapes du Tour d'Auvergne
  - Grand Prix des Grattons
  - 2e du Grand Prix de la ville de Buxerolles
  - 2e du Tour d'Auvergne
  - 2e du Circuit des Deux Ponts
- 2012
  - Circuit de l'Étang
- 2013
  - 5e étape des Quatre Jours de Dunkerque
  - 1re étape de la Route du Sud
  - Circuit de l'Étang
  - À travers le Pays Montmorillonnais
  - Critérium de La Machine
  - 2e des Boucles de l'Aulne
  - 3e de la London Ride Classic
- 2014
  - 3e du Grand Prix de la Somme
- 2019
  - Grand Prix de Châteaudun
  - Grand Prix Gilbert-Bousquet
  - La Durtorccha
  - Grand Prix de Chartres
  - Semi-nocturne de Corbigny
  - 1re étape du Tour d'Auvergne
  - Grand Prix d'Availles-Limouzine
  - Grand Prix de La Machine
  - Grand Prix de Villapourçon
  - 1re étape des Trois Jours de Cherbourg
  - 3e du Tour de Côte-d'Or
- 2020
  - Champion du Centre-Val de Loire du contre-la-montre
  - Prix de la Libération à Artenay
  - Dijon-Auxonne-Dijon
- 2021
  - Champion du Centre-Val de Loire du contre-la-montre
  - Trophée Maxime Méderel
  - Grand Prix Mercedes Benz
  - Grand Prix de Pontgouin
  - 2e de la Flèche de Locminé
- 2022
  - Champion du Centre-Val de Loire du contre-la-montre
  - Grand Prix des Foires d'Orval
  - 2e du Circuit boussaquin
  - 2e du championnat du Centre-Val de Loire sur route
  - 2e du Grand Prix des Grattons
  - 3e du Challenge du Boischaut-Marche
- 2023
  - 2e étape du Tour des Mauges (contre-la-montre)
  - 3e étape de la TrainHard Classic-Souvenir Antonin Landré
  - Prix de Pouilly-sur-Loire
  - 3e étape du Tour Nivernais Morvan
  - Grand Prix d'Availles-Limouzine
  - Souvenir Pierre-Chany
  - Grand Prix Christian Fenioux
  - Circuit des Champions
  - Challenge du Boischaut-Marche
  - Trophée des Champions
  - 2e du Tour des Mauges
  - 2e du Prix des Vins Nouveaux
  - 3e du Grand Prix de La Machine
  - 3e du Grand Prix de Saint-Amand-Montrond
- 2024
  - Grand Prix de la Sologne des Étangs
  - Grand Prix d'Issoire
  - 2e de la Classic Jean-Patrick Dubuisson
  - 2e du Prix des Vins Nouveaux
  - 2e du Trophée des Champions
  - 3e du Prix Eugène Marchand
  - 3e du Prix de Nevers
  - 3e de la Nocturne de Cosne-sur-Loire
  - 3e du Grand Prix des Grattons

### Résultats sur les grands tours

#### Tour d'Espagne
1 participation
- 2014 : 81e

### Classements mondiaux
| Année                                 | 2009 | 2010 | 2011 | 2012 | 2013 | 2014 | 2015  | 2016  | 2017  | 2018  |
| ------------------------------------- | ---- | ---- | ---- | ---- | ---- | ---- | ----- | ----- | ----- | ----- |
| UCI World Tour                        |      |      |      |      |      | 179e |       | nc    | nc    | nc    |
| Classement mondial                    |      |      |      |      |      |      |       | 1862e | 1192e | 1353e |
| UCI Europe Tour                       | 591e | nc   | 699e | 494e | 15e  |      | 1023e | 1234e | 766e  | 925e  |
| UCI Asia Tour                         | nc   | nc   | nc   | nc   | 173e |      | nc    | nc    | nc    | 483e  |
|                                       |      |      |      |      |      |      |       |       |       |       |
| Légende : nc = non classéSource : UCI |      |      |      |      |      |      |       |       |       |       |

## Palmarès en cyclo-cross
- 2002-2003
  -  Champion de France de cyclo-cross cadets
- 2003-2004
  - 2e du championnat de France de cyclo-cross cadets
- 2004-2005
  - Champion d'Île-de-France de cyclo-cross juniors
  - Coupe du monde juniors #4, Nommay
- 2005-2006
  - Coupe du monde juniors #6, Hoogerheide
  -  Médaillé d'argent du championnat d'Europe de cyclo-cross juniors
  - 4e du championnat du monde de cyclo-cross juniors
- 2021
  -  Champion de France de cyclo-cross masters 1